# 빅뱅 메이드
"빅뱅 메이드"(BIGBANG MADE)는 한국에서 제작된 변진호 감독의 2016년 다큐멘터리 영화이다. 지드래곤 등이 주연으로 출연하였다. 대한민국과 일본에서 2016년 6월 30일 개봉하였다. 음악 그룹 빅뱅 데뷔 10주년을 기리기 위해 개봉된 첫 영화이다.

## 출연

### 주연
- 지드래곤
- 태양
- T.O.P
- 대성
- 승리
- 빅뱅

## 기타
- 온라인마케팅: 서민지